# 趙累
趙 累（ちょう るい、生没年不詳）は、中国後漢時代末期の人物。関羽配下の都督。

## 事績
建安24年（219年）、樊城の戦いの末に関羽・趙累らは、呂蒙軍によって荊州の拠点を奪われ敗走。
同年12月、章郷の地で、潘璋配下の馬忠によって捕らえられた。関羽と、その息子の関平は処刑されたが、趙累のその後の動向は不明。

## 三国志演義
羅貫中の小説『三国志演義』では、第73回で初めて名が挙がる。関羽が自身の留守を潘濬らに守らせたのに対し、配下の王甫は「潘濬は平生から嫉妬心が強く、利を好むので、任用すべきではありません。軍前都督・糧料官の趙累に交代させるべきです。趙累は誠忠・清廉な人ですから、彼を用いれば万に一つも間違いはありません」と訴えた。しかし関羽は糧料官も重要な役割であるとして、これに従わなかった。
その後、趙累は関羽の樊城攻めに同行していたが、背後の荊州を守っていた糜芳・傅士仁が呂蒙軍に降伏したことで、樊城攻略を諦め、劉備に救援を要請しつつ荊州奪還に向かうことを進言する。また背信行為を働いた呂蒙を手紙で糾弾し、その出方を見ることも進言した。しかしこれによって送られた使者に呂蒙は、関羽配下の兵らの家族を厚遇していることを伝え、家族の安泰を伝えられた関羽の配下からは脱走者が続出してしまう。さらに上庸の劉封・孟達への救援要請も提案するが、彼らはこの要請に応じなかった。
関羽らは麦城に立てこもっていたが、上庸からの援軍は来ず、趙累は益州への逃走を提案。しかし朱然・潘璋らの待ち伏せに遭い、乱戦の中で関羽に先立って戦死する。